# Mathilde de Dammartin
Mathilde de Dammartin ou encore Mathilde II de Boulogne, née vers 1202 et morte le 14 janvier 1259, est une comtesse de Dammartin (1214-1259), comtesse d'Aumale (1214-1234), comtesse de Boulogne (1214-1259), et comtesse de Mortain (1216-1235).

## Biographie
Mathilde (ou Mahaut) est la fille du comte Renaud de Dammartin (1200-1214), comte d'Aumale (1204-1206), comte de Boulogne (1190-1227), comte de Mortain (1206-1214), et d'Ide de Lorraine.
Son père ayant été vaincu et fait prisonnier à la bataille de Bouvines, Philippe Auguste prit le contrôle du Boulonnais et maria Mathilde en 1216 à son fils Philippe Ier Hurepel de France (1200 † 1234), comte de Clermont-en-Beauvaisis. La dot de Mathilde comprend toute la terre détenue par son père autour de Calais.
Le comté de Boulogne fut d'abord sous l'administration directe du roi de France, puis à la mort de ce dernier, en 1223, Philippe Hurepel put exercer le pouvoir. La paix apporta la prospérité et Philippe fit restaurer et améliorer les fortifications de la ville et de plusieurs places fortes du comté. À la mort de ce dernier, Blanche de Castille, alors régente de France, la maria en 1235 à un de ses neveux le futur roi Alphonse III de Portugal qui la répudia par la suite. 
En 1237, le comté de Boulogne devient vassal du comté d'Artois, qui vient d'être donné en apanage à Robert de France, frère de Saint-Louis. En 1253, Alphonse III de Portugal séparé de Mathilde depuis 1245 la répudie pour épouser Béatrice de Castille, mais conserve le titre de comte de Boulogne. D'une manière générale, le règne de la comtesse Mahaut fut considéré pour le Boulonnais comme une période de paix et de prospérité, si bien que les chroniques et les chartes se réfèrent aux actes du temps de la comtesse Mahaut. Elle consacra, entre-autres, ses bonnes œuvres à la finition de la construction de la chapelle de Cambronne-lès-Clermont et à la création de l'hôpital de Boulogne.
Elle mourut en janvier 1259 ayant eu quatre enfants. Trois étaient déjà morts, et le quatrième avait renoncé à tous ses fiefs français pour s'établir en Angleterre.
Sa succession fut âprement disputée par une branche cadette de la famille de Dammartin qui avaient déjà reçu le comté d'Aumale à la mort de Philippe Hurepel, Henri III de Brabant, petit-fils de Mahaut d'Alsace, la sœur cadette d'Ide de Lorraine, Adélaïde de Brabant, la seule fille survivante de Mahaut d'Alsace, et le roi de France, en tant que neveu de Philippe Hurepel. Finalement, le Parlement de Paris trancha en 1262 en faveur d'Adélaïde de Brabant, veuve de Guillaume X de Clermont, comte d'Auvergne.

## Mariages et descendances

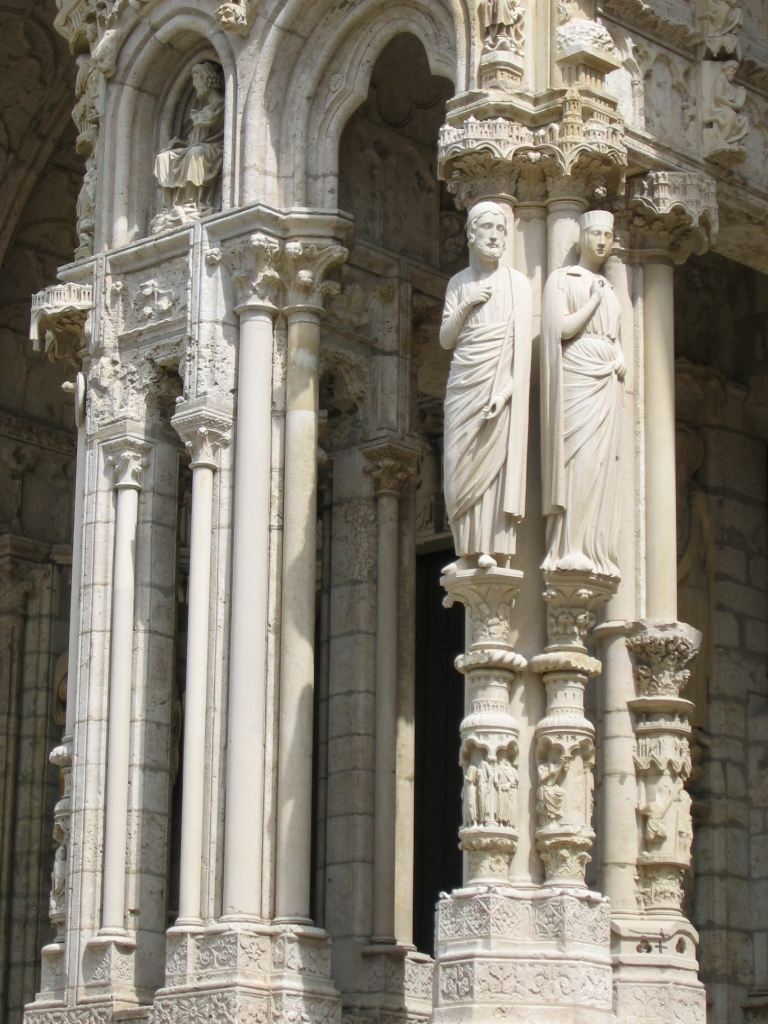
Statues du comte Philippe Hurepel de Clermont et de la comtesse, portail central de la cathédrale de Chartres.

Mathilde épouse en premières noces Philippe Ier Hurepel de France, dont :
- Jeanne de France (1219 † 1252), mariée à Gaucher de Châtillon († 1250), comte de Nevers, mais n'eurent pas de postérité ;
- Albéric de France (1222 - ap. 1284), comte de Clermont, qui abandonnera toutes ses possessions à sa sœur pour s'installer en Angleterre.

Mathilde épouse en secondes noces en 1235 Alphonse de Portugal, dont :
- Robert de Portugal, né en 1239 et mort jeune. Toutefois une tradition présente ce fils comme Pierre Robert (né vers 1239 mort vers 1267), « comte titulaire de Boulogne », considéré comme un bâtard de Mathilde. Il épouse une femme dont on ignore le nom d'où une fille anonyme qui aurait épousé Robert V d'Auvergne. La reine Catherine de Médicis, se considérant comme descendante de ce Pierre-Robert à la 11e génération, établit sur cette ascendance ses « droits » à la couronne de Portugal à la mort du Cardinal-Infant Henri Ier de Portugal en 1580[2] ;
- un fils, né en 1240 et mort très jeune.

## Iconographie
Un hommage est rendu à la Comtesse Mathilde, Comtesse d'Aumale, Comtesse de Boulogne, et à son époux le prince Philippe Ier le Hérissé dit Hurepel de France (Capétien), comte de Clermont-en-Beauvaisis, sur la façade de la cathédrale Notre-Dame de Chartres, porche nord, portail central, statues de gauche.